# 체 (범주론)
범주론에서 체(영어: sieve, 프랑스어: crible)는 주어진 대상을 향하는 일부 사상들을 골라 내는 구조이며, 추상적으로 표현 가능 준층의 부분 준층이다. 작은 범주 위에서, 모든 체들의 집합을 대응시키는 준층은 준층 토포스의 부분 대상 분류자를 이룬다. 체의 개념은 그로텐디크 위상을 정의할 때 사용된다.

## 정의
범주 {\displaystyle {\mathcal {C}}} 및 그 위의 대상 {\displaystyle U\in {\mathcal {C}}}가 주어졌다고 하자. 그렇다면, {\displaystyle U} 위의 체는 다음과 같이 두 가지로 정의할 수 있다.
"체"라는 용어는 체 {\displaystyle S}가 {\displaystyle U}로 향하는 특정 사상들을 마치 체로 치듯 골라 내기 때문이다.

### 추상적 정의
국소적으로 작은 범주 {\displaystyle {\mathcal {C}}} 위의 대상 {\displaystyle U\in {\mathcal {C}}} 위의 체 {\displaystyle S}는 표현 가능 준층 {\displaystyle \hom(-,U)\in \operatorname {PSh} ({\mathcal {C}})}의 부분 준층이다. 즉, 다음 성질을 만족시키는 준층 {\displaystyle S\in \operatorname {PSh} ({\mathcal {C}})}이다.
- 모든 {\displaystyle V\in {\mathcal {C}}}에 대하여, {\displaystyle S(V)\subset \hom(V,U)}
- 모든 {\displaystyle f\in \hom _{\mathcal {C}}(V,W)}에 대하여, {\displaystyle S(f)\colon S(W)\to S(V);g\mapsto g\circ f.}

### 구체적 정의
범주 {\displaystyle {\mathcal {C}}} 위의 대상 {\displaystyle U\in {\mathcal {C}}} 위의 체는 다음 조건들을 만족시키는, {\displaystyle {\mathcal {C}}}의 사상들의 모임 {\displaystyle S\subseteq \operatorname {Mor} ({\mathcal {C}})}이다.
- {\displaystyle S}에 속하는 모든 사상 {\displaystyle f\in S}의 공역이 {\displaystyle U}이다.
- (합성에 대한 닫힘) 임의의 사상 {\displaystyle g\colon X\to Y} 및 {\displaystyle f\colon Y\to U}에 대하여, 만약 {\displaystyle f\in S}라면 {\displaystyle f\circ g\in S}이다.

두 정의는 다음과 같이 대응된다.
| 추상적 정의                                                                              | 구체적 정의                                                    |
| ---------------------------------------------------------------------------------------- | -------------------------------------------------------------- |
| 대상 {\displaystyle X\in {\mathcal {C}}}에 대하여, {\displaystyle S(X)\subset \hom(X,U)} | {\displaystyle S(X):=\{f\in S\colon \operatorname {dom} f=X\}} |
| 사상 {\displaystyle f\colon X\to Y}에 대하여, {\displaystyle S(f)\colon S(Y)\to S(X)}    | {\displaystyle (g\in S)\mapsto (g\circ f\in S)}                |

여기서 {\displaystyle \operatorname {dom} }은 사상의 정의역이다. 즉, {\displaystyle S(X)}는 체에 속한 사상 가운데, 정의역이 {\displaystyle X}인 사상들로 구성된 부분 모임이다.

### 당김
대상 {\displaystyle U\in {\mathcal {C}}} 위의 체 {\displaystyle S} 및 사상 {\displaystyle f\colon V\to U}이 주어졌을 때, {\displaystyle S}의 당김(영어: pullback) {\displaystyle f^{*}S}은 다음과 같은, {\displaystyle V} 위의 체이다.
{\displaystyle f^{*}S(W)=(f\circ )^{-1}(S(W))=\{g\in \hom(W,V)|f\circ g\in S(W)\}}
작은 범주 {\displaystyle {\mathcal {C}}}의 대상 {\displaystyle U\in {\mathcal {C}}}에 대하여, {\displaystyle U} 위의 모든 체들의 집합을 {\displaystyle \operatorname {Sieve} _{\mathcal {C}}(U)}라고 하자. 그렇다면,
{\displaystyle U\mapsto \operatorname {Sieve} _{\mathcal {C}}(U)}
{\displaystyle (f\colon U\to V)\mapsto \left(f^{*}\colon \operatorname {Sieve} (V)\to \operatorname {Sieve} (U)\right)}
는 함자
{\displaystyle \operatorname {Sieve} _{\mathcal {C}}\colon {\mathcal {C}}^{\operatorname {op} }\to \operatorname {Set} }
를 이룬다. 즉, {\displaystyle \operatorname {Sieve} _{\mathcal {C}}}는 {\displaystyle {\mathcal {C}}} 위의 (집합 값의) 준층을 이룬다.
{\displaystyle \operatorname {Sieve} _{\mathcal {C}}}는 {\displaystyle {\mathcal {C}}} 위의 준층의 그로텐디크 토포스 {\displaystyle \operatorname {PSh} ({\mathcal {C}})}에서의 부분 대상 분류자를 이룬다.

### 체 준층의 부분 준층
작은 범주 {\displaystyle {\mathcal {C}}}가 주어졌을 때, 그 체 준층 {\displaystyle \operatorname {Sieve} _{\mathcal {C}}\in \operatorname {PSh} ({\mathcal {C}})}의 부분 준층 {\displaystyle J\subseteq \operatorname {Sieve} \in \operatorname {PSh} ({\mathcal {C}})}은 다음과 같은 데이터로 구성된다.
- 각 대상 {\displaystyle U\in {\mathcal {C}}}에 대하여, {\displaystyle U} 위의 체들의 집합 {\displaystyle J(U)}.

이는 다음 조건을 만족시켜야 한다.
- 임의의 사상 {\displaystyle f\colon U\to V}에 대하여, {\displaystyle f^{*}(J(V))\subseteq J(U)}이다.

이 조건은 그로텐디크 위상이 만족시키는 조건 가운데 하나이다.

## 성질
작은 범주 {\displaystyle {\mathcal {C}}}가 주어졌다고 하자. 그 속의 대상 {\displaystyle U\in {\mathcal {C}}} 위의 체들의 집합 {\displaystyle \{S_{i}\}_{i\in I}\subseteq \operatorname {Sieve} _{\mathcal {C}}(U)}에 대하여, 그 교집합 {\displaystyle \textstyle \bigcup _{i\in I}S_{i}}과 합집합 {\displaystyle \textstyle \bigcup _{i\in I}S_{i}} 역시 체를 이룬다. {\displaystyle \operatorname {Sieve} _{\mathcal {C}}(U)}의 최대 원소는 {\displaystyle \{f\in \operatorname {Mor} ({\mathcal {C}})\colon \operatorname {codom} U\}} (즉, 표현 가능 준층 {\displaystyle \hom _{\mathcal {C}}(-,U)})이며, 최소 원소는 공집합 (즉, 공집합 값을 갖는 상수 함자)이다. 따라서, {\displaystyle \operatorname {Sieve} _{\mathcal {C}}(U)}는 포함 관계에 대하여 유계 완비 격자를 이룬다.

## 예
위치 {\displaystyle ({\mathcal {C}},J)}가 주어졌을 때, 대상 {\displaystyle U\in {\mathcal {C}}} 위의 각 덮개체는 체를 이룬다.

### 사상 모임으로부터 생성되는 체
같은 공역 {\displaystyle U}을 갖는 사상들의 모임 {\displaystyle {\mathfrak {F}}}가 주어졌다고 하자. 그렇다면, 이들을 포함하는 가장 작은 체 {\displaystyle S_{\mathfrak {F}}}가 존재하며, 다음과 같다.
{\displaystyle S_{\mathfrak {F}}=\{g\circ f\colon f\in {\mathfrak {F}},\;\operatorname {dom} g=\operatorname {codom} f\}}
여기서 {\displaystyle \operatorname {dom} }과 {\displaystyle \operatorname {codom} }은 각각 사상의 정의역과 공역이다.

### 조각 범주
{\displaystyle {\mathcal {C}}} 속의 임의의 사상 {\displaystyle u\colon U\to B} 및 체 {\displaystyle S\subseteq \hom(-,U)}가 주어졌다고 하자. 그렇다면, 조각 범주 {\displaystyle {\mathcal {C}}/B}의 대상 {\displaystyle u} 위의 다음과 같은 체를 정의할 수 있다.
{\displaystyle S/B=\left\{{\begin{matrix}V&{\overset {f}{\to }}&U\\&{\scriptstyle v}\searrow &\downarrow \scriptstyle u\\&&B\end{matrix}}\colon f\in S\right\}}

### 부분 순서 집합
부분 순서 집합 {\displaystyle (P,\leq )}는 작은 범주로 여길 수 있다. 이 경우, 원소 {\displaystyle x\in P} 위의 체는 {\displaystyle x}를 상계로 갖는, 하향 닫힘 부분 집합이다. 즉, 다음 조건을 만족시키는 부분 집합 {\displaystyle S\subseteq P}이다.
- (상계) 모든 {\displaystyle s\in S}에 대하여 {\displaystyle s\leq x}
- (하향 닫힘) 모든 {\displaystyle s\in S}에 대하여, {\displaystyle \{t\in P\colon t\leq s\}\subseteq S}